# Spathopus
Spathopus is een geslacht van vliesvleugeligen uit de familie Pteromalidae. De wetenschappelijke naam van dit geslacht is voor het eerst geldig gepubliceerd in 1904 door Ashmead.

## Soorten
Het geslacht Spathopus omvat de volgende soorten:
- Spathopus anomalipes Ashmead, 1904
- Spathopus hofferi Boucek, 1964
- Spathopus montanus Huggert, 1976
- Spathopus nasalis Springate & Noyes, 1990